# Minuartia greuteriana
Minuartia greuteriana är en nejlikväxtart som beskrevs av G. Kamari. Minuartia greuteriana ingår i släktet nörlar, och familjen nejlikväxter. Utöver nominatformen finns också underarten M. g. pessana.